# Sévigny
Sévigny é uma comuna francesa na região administrativa da Normandia, no departamento Orne. Estende-se por uma área de 7,69 km². Em 2010 a comuna tinha 319 habitantes (densidade: 41,5 hab./km²).